# Arfeuillea arborescens
Arfeuillea arborescens är en kinesträdsväxtart som beskrevs av Jean Baptiste Louis Pierre. Arfeuillea arborescens ingår i släktet Arfeuillea och familjen kinesträdsväxter. Inga underarter finns listade i Catalogue of Life.